# HC Kassel
| Hockey Club Kassel e. V. | Hockey Club Kassel e. V.                   |
| Vereinswappen HC Kassel  | Vereinswappen HC Kassel                    |
| Vereinsdaten             | Vereinsdaten                               |
| ------------------------ | ------------------------------------------ |
| Gegründet:               | 1910, als eigenständiger Verein seit 1993  |
| Vereinsfarben:           | Grün-Weiß                                  |
| Mitglieder:              | ~ 300                                      |
| 1. Vorsitzender:         | Dagmar Voelker                             |
| 2. Vorsitzender:         | Marin Eggers                               |
| Kunstrasenplatz          | Am Sportzentrum 7, 34121 Kassel            |
| Sporthalle:              | Königstorhalle, Luisenstr. 2, 34119 Kassel |
| Anschrift:               | Am Sportzentrum 7, 34121 Kassel            |
| Website:                 | www.hockeyclubkassel.de                    |

Der Hockey Club Kassel e. V. (HCK) ist ein Sportverein aus Kassel.

## Geschichte

### Vorgängervereine und Eigenständigkeit
Hockey in Kassel wurde im Casseler Fussballverein CFV 1910 erstmals erwähnt, als auf den Wiesen an der Frankfurter Straße zwei Jahre nach Gründung des Deutschen Hockey-Bundes (DHB) das erste Mal von Damen diese Sportart gespielt wurde. Diese bildeten in den nächsten Jahren 3 Hockeymannschaften. Seit 1914 gibt es auch eine Herrenmannschaft, die erst nach dem Ersten Weltkrieg wieder aktiv werden konnte. 1919 wurde der Verein in Sportverein Kurhessen 1893 e. V. umbenannt.
Der SV Kurhessen Kassel wurde 1945 von den Alliierten formell aufgelöst, die Mitglieder schlossen sich 1947 mit anderen Vereinen zum KSV Hessen Kassel zusammen. Die folgenden Jahre waren von einer sehr aktiven Abteilung im Großsportverein geprägt. 1950 war der von Bombenkratern übersäte C-Platz in Eigenarbeit so hergestellt, dass er mit einem Spiel gegen eine britische Militär-Auswahl wieder in Betrieb genommen werden konnte. 1963 gelang der 1. Herrenmannschaft das erste Mal der Aufstieg in die hessische Oberliga, aus der sie nach vier Jahren wieder abstieg. Seit 1963 wurde auch an den hessischen Hallenhockey-Meisterschaften teilgenommen. Am 16. September 1981 wurde der erste Hockey-Kunstrasenplatz in Kassel mit dem Länderspiel Deutschland – Indien eingeweiht, Endstand 3:3. Weitere Länderspiele folgten in Kassel, so am 30. Juli 1983 Deutschland – Polen (3:1). In den 1990er Jahren spielten die Herren des KSV Hessen Kassel in der Oberliga, damals der dritthöchsten Liga in Deutschland.
Am 28. Juni 1993 wurde die Hockeysparte aus dem KSV Hessen ausgegliedert, da der drohende Konkurs des Muttervereines erkennbar war. Der Hockey Club Kassel e. V. war geboren.
2012 wurde nach 2 Jahren Bauzeit das erste eigene Sportfunktionsgebäude in Betrieb genommen, welches in die Auswahlliste zum Tag der Architektur 2013 in Hessen aufgenommen worden ist.
2020 bekam der Verein einen neuen, blauen Kunstrasen.

## Sport
Der HC Kassel stellt Damen- und Herrenmannschaften in den Hessischen Verbandsligen und Kleinfeldrunde in Niedersachsen der Damen.
Es gibt Jugendmannschaften in allen Altersklassen von Minis bis U18
Ab der U8 werden an Wettkampfturnieren der in Hessenischen Meisterschafts- und Pokalrunde teilgenommen.
Die bisher größten Vereinserfolge waren der Aufstieg der in die Oberliga Hessen 2000, 2008 und 2012 im Feld bei den Herren. Bei den Jugendmannschaften mehrmalige Teilnahme an den FinalFour der Hessischen Meisterschaft in allen Altersklassen ab U8 mit den erfolgen Vizemeister Halle 2019 der Altersgruppe U12 sowie mehrfacher U16 Pokalsieger mit anschließender Teilnahme am Deutschen Jugendpokal 2021 und 2022 die jeweils mit dem 3. Platz abgeschlossen wurden.
Im HCK waren vier Nationalspieler aktiv: Hans-Jürgen Fortmüller und Harry Frisch (Deutscher Ü70-Nationalkader), Ergün Yüksel (ehem. türkischer Nationalspieler), sowie Marlon Kapusta (Deutscher Ü35-Nationalkader).
Bis 2018 wurde beim HC Kassel neben Hockey auch Lacrosse gespielt. Der Lacrosse Sport wurde auf eigenen Wunsch der "Lacrosser" ausgegliedert.